# Andrei Medjannikow
Andrei Medjannikow (kasachisch-kyrillisch Андрей Медянников; * 11. Juni 1981) ist ein kasachischer Radrennfahrer.
Andrei Medjannikow begann seine Karriere 2004 bei dem kasachischen Radsport-Team Capec. In der Saison 2006 wurde er auf dem vierten Teilstück der Tour of Qinghai Lake Etappendritter hinter dem Sieger Daniel Lloyd. Bei den Asienspielen in Doha im Dezember belegte er im Straßenrennen den achten Rang hinter dem Sieger Wong Kam Po aus Hongkong.